# Hisperica Famina
Die Hisperica Famina (lateinisch für „Westliche Sprüche“) sind eine anonyme Textsammlung aus der Mitte des 7. Jahrhunderts, die vermutlich in Irland entstanden ist. Das Werk gewährt wertvolle Einblicke in das monastische Leben des frühen Mittelalters. 
Die Hisperica Famina thematisieren sowohl alltägliche als auch außergewöhnliche Aspekte des klösterlichen Alltags. Zu den Alltagsmotiven zählen der Tagesablauf der Klosterschüler, ihre Kleidung, der Bau von Holzkirchen sowie Beschreibungen von Jagdszenen und Gastmählern. Darüber hinaus schildert das Werk auch außergewöhnliche Ereignisse, wie etwa einen Kampf mit Räubern. Ergänzt wird dieser facettenreiche Inhalt durch eine naturkundliche Enzyklopädie, die sich grundlegenden Elementen der natürlichen Welt widmet, darunter Himmel, Meer, Feuer, Erde und Winde.
Von den Hisperica Famina existieren verschiedene Fassungen, von denen nur der A-Text vollständig überlieferten ist. Dieser beginnt in Dialogform und stellt Schülergruppen dar, die in einer Art Wettstreit gegeneinander antreten. Es folgen detaillierte Beschreibungen des Tagesablaufs und kurze Abhandlungen über Naturphänomene und Alltagsobjekte. Der schulische Kontext ist hier deutlich erkennbar, was darauf hindeutet, dass die Texte als Übungsbeispiele oder Unterrichtsvorlagen dienten. Nach Heinrich Zimmer und anderen Gelehrten handelt es sich bei den Hisperica Famina um Schulaufgaben, die von Klosterschülern verfasst wurden. Dabei diente ein gemeinsames lateinisches Glossar als Hilfsmittel, welches seltene und teils eigens kreierte Wörter enthielt. Zimmer weist darauf hin, dass es mehrere Bearbeitungen des gleichen Themas gibt, was darauf hindeutet, dass die Schüler ähnliche Aufgaben bearbeiteten, jedoch auf individuelle Weise und mit einem gemeinsamen Vokabular. Als Quellen des Werks dienten neben den bereits erwähnten Glossaren die Werke Isidors, darüber hinaus bestehen Reminiszenzen an klassische Autoren wie Vergil und Caelius Sedulius.
Die Sprache des Textes ist außergewöhnlich komplex und enthält zahlreiche Archaismen, Neubildungen sowie Lehnwörter aus dem Griechischen, Hebräischen und Keltischen. Diese spezielle Form des mittelalterlichen Lateins wird als Hibernisches oder Hisperisches Latein bezeichnet, und war insbesondere bei irischen Mönchen zwischen dem 6. und 10. Jh. in Gebrauch. Zu den bekannten Nutzern dieser Sprache zählen unter anderem Columban und Adomnan von Iona, Virgilius Maro Grammaticus und Gildas. Die Texte selbst zeichnen sich durch eine poetische Struktur aus, die stärker zur Poesie als zur Prosa tendiert, wobei das Stilmittel des Hyperbaton häufig verwendet wird. Ein festes Silbenmaß oder ein striktes Betonungssystem fehlen jedoch. Zudem bestehen Parallelen zu weiteren zeitgenössischen Gedichten, etwa der Lorica von Laidcenn, der Rubisca und dem St.-Omer-Hymnus.
Die Manuskripte der Hisperica Famina sind heute in der Biblioteca Apostolica Vaticana, der Nationalbibliothek Paris sowie in der Nationalbibliothek von Luxemburg erhalten. Letztere Handschrift stammt aus der Reichsabtei Echternach und datiert in die zweite Hälfte des 9. Jh.

## Ausgaben
- Angelo Mai: Classici Auctores e Vaticanis Codicibus Editi, Bd. 5, Rom, 1833 (= Patrologia Latina, Bd. 90), S. 479–500, Digitalisat.
- Joseph Maria Stowasser: Incerti auctoris Hisperica Famina. Separat-Abdruck aus dem Jahresbericht des Franz Joseph-Gymnasiums für 1886–87, Wien 1887, Digitalisat.
- Francis John Henry Jenkinson: The Hisperica Famina, Cambridge 1908, Digitalisat.
- Michael Herren: The Hisperica Famina, 2 Bde., Toronto, 1974/1987.